# Vicia sativa
Vicia sativa, la arveja, veza o alverja (entre otros numerosos nombres comunes) es una especie de planta herbácea del género Vicia en la familia Fabaceae (antes Leguminosae).
Al igual que muchas otras especies de la familia, es capaz de fijar nitrógeno mediante una simbiosis, en sus raíces, con bacterias del género Rhizobia.
Crece en zonas de cultivo como mala hierba, nitrificando los suelos sobre los que crece y el aprovechamiento principal de esta planta radica en su uso como abono verde o como forraje ganadero aportando a los animales herbívoros una cantidad importante de proteínas.

## Descripción
Es una planta herbácea anual erecta o trepadora hírsuta o glabrescente de 30 a 80 cm de altura, con tallos ascendentes más o menos angulosos. Las hojas, paripinnadas (4-7 pares de foliolos), pecioladas y con estipulas de forma muy variable, tienen un zarcillo ramificado apical. Las flores, cortamente pediceladas, se agrupan en inflorescencias sentadas de 1-2; tienen un cáliz actinomorfo de 5 sépalos soldados, con un tubo acabado en 5 lóbulos estrechos y triangulares, más largos que él, mientras la corola, también pentamera, está constituida por pétalos libres de color violáceo. El androceo está formado por 9 estambres unidos en la base y uno libre, todos ellos con anteras oblongas. El gineceo tiene un ovario glabro o seríceo con un mechón de pelos. Los frutos son legumbres con los márgenes pilosos y con un número variable (4-9) de semillas oblongo-elipsoidales  o casi cúbicas,  algo comprimidas,  lisas, de color pardo  hasta casi negro.

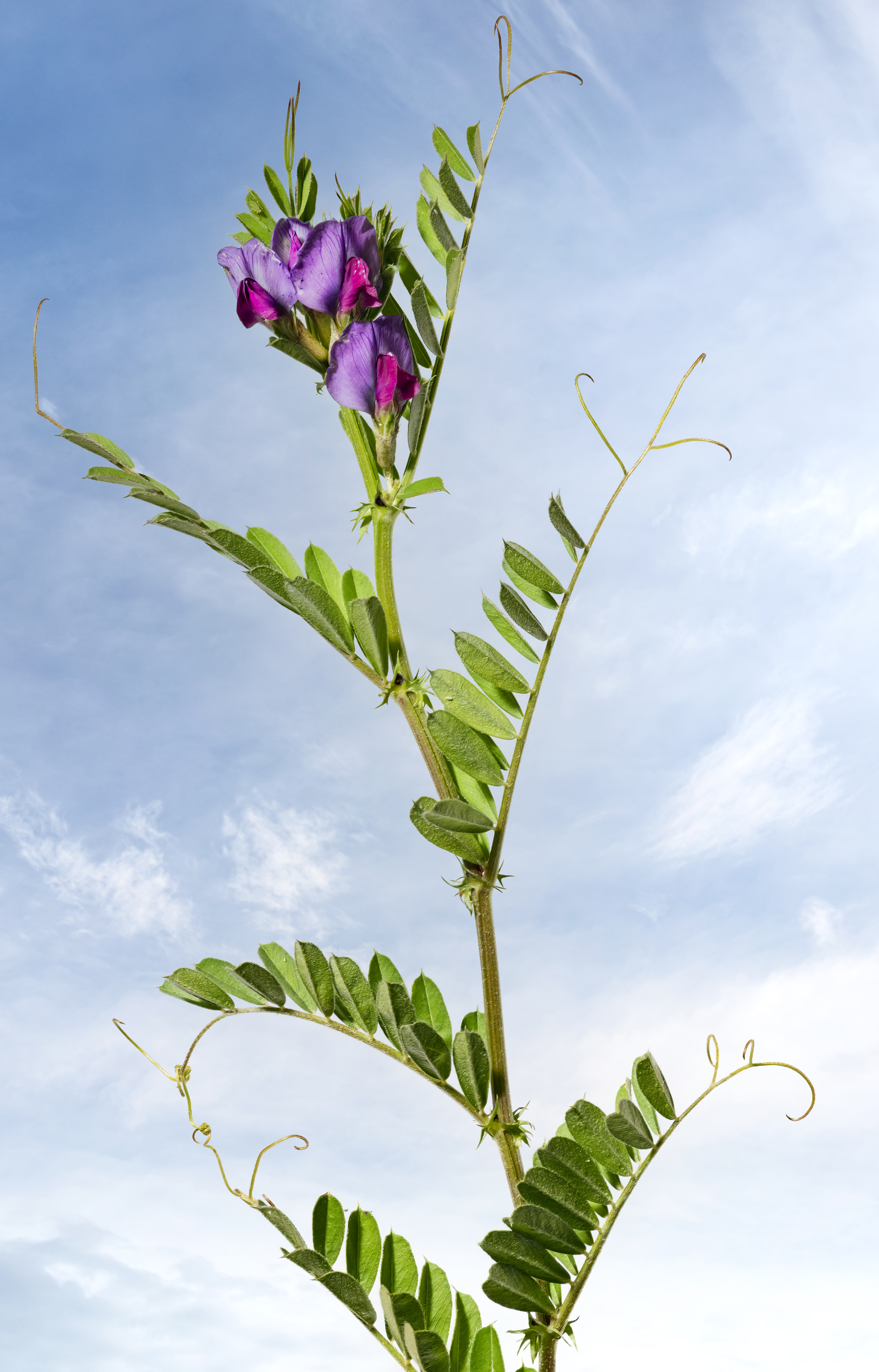
Hábito
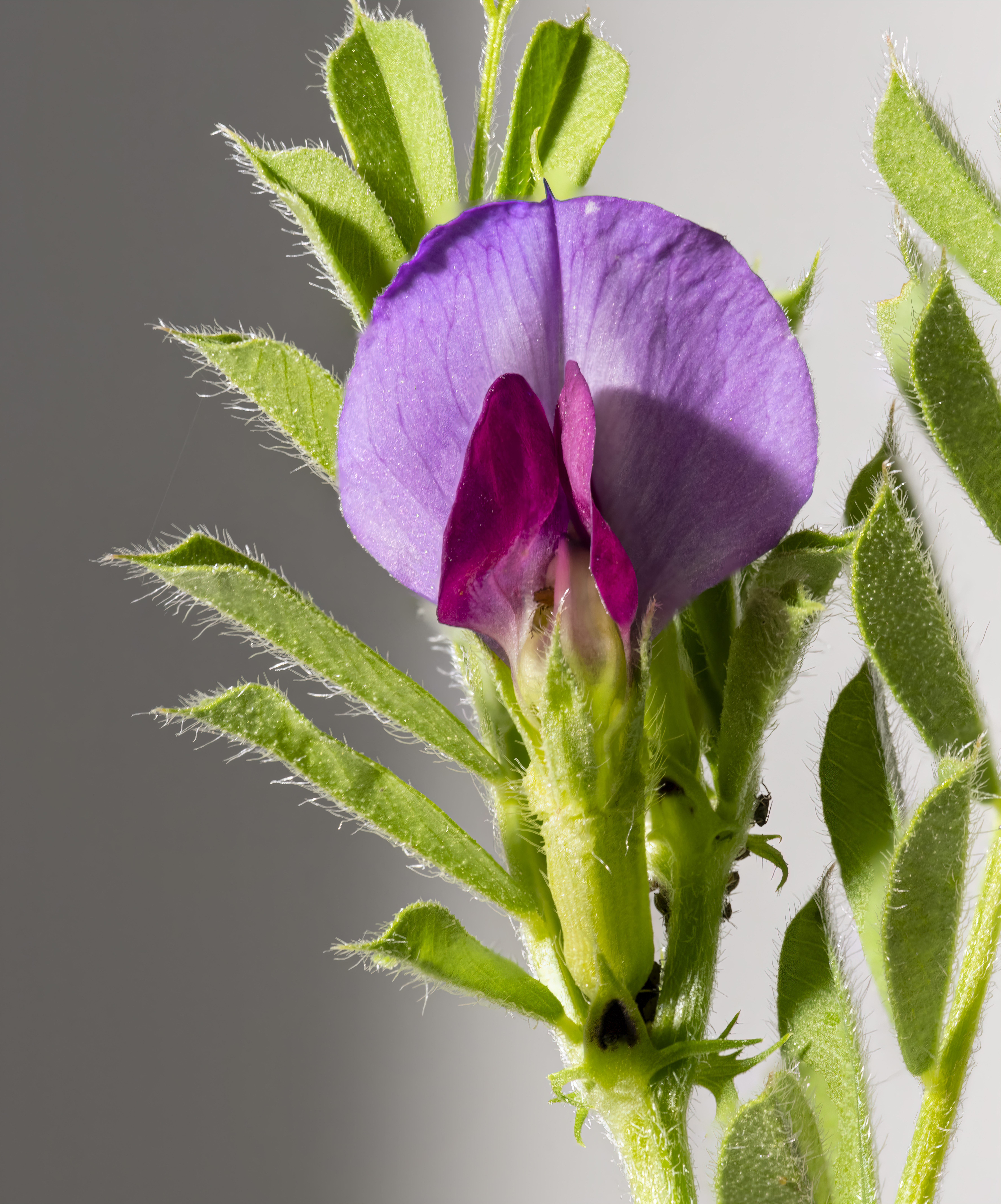
Flor común.
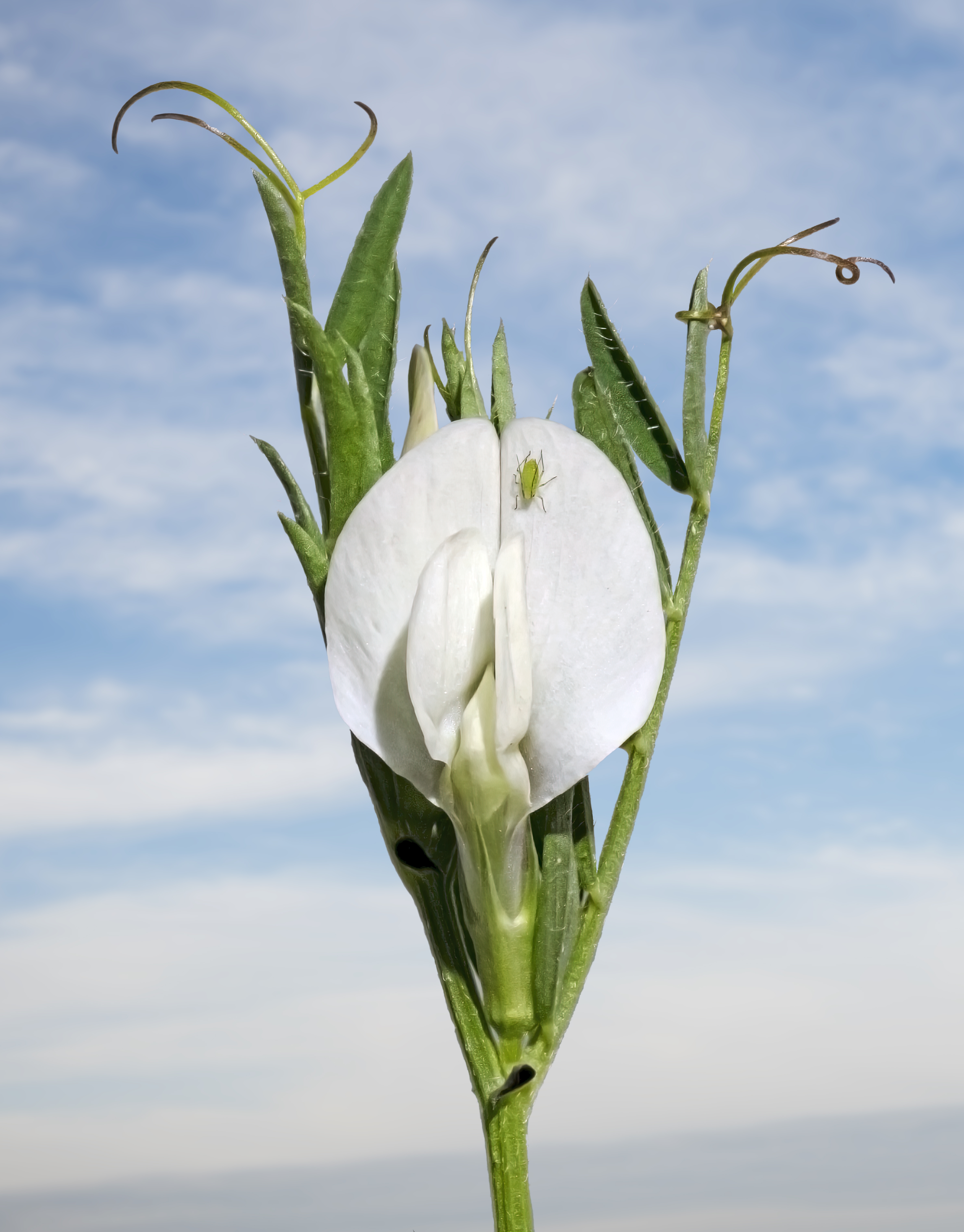
Flor blanca más rara.
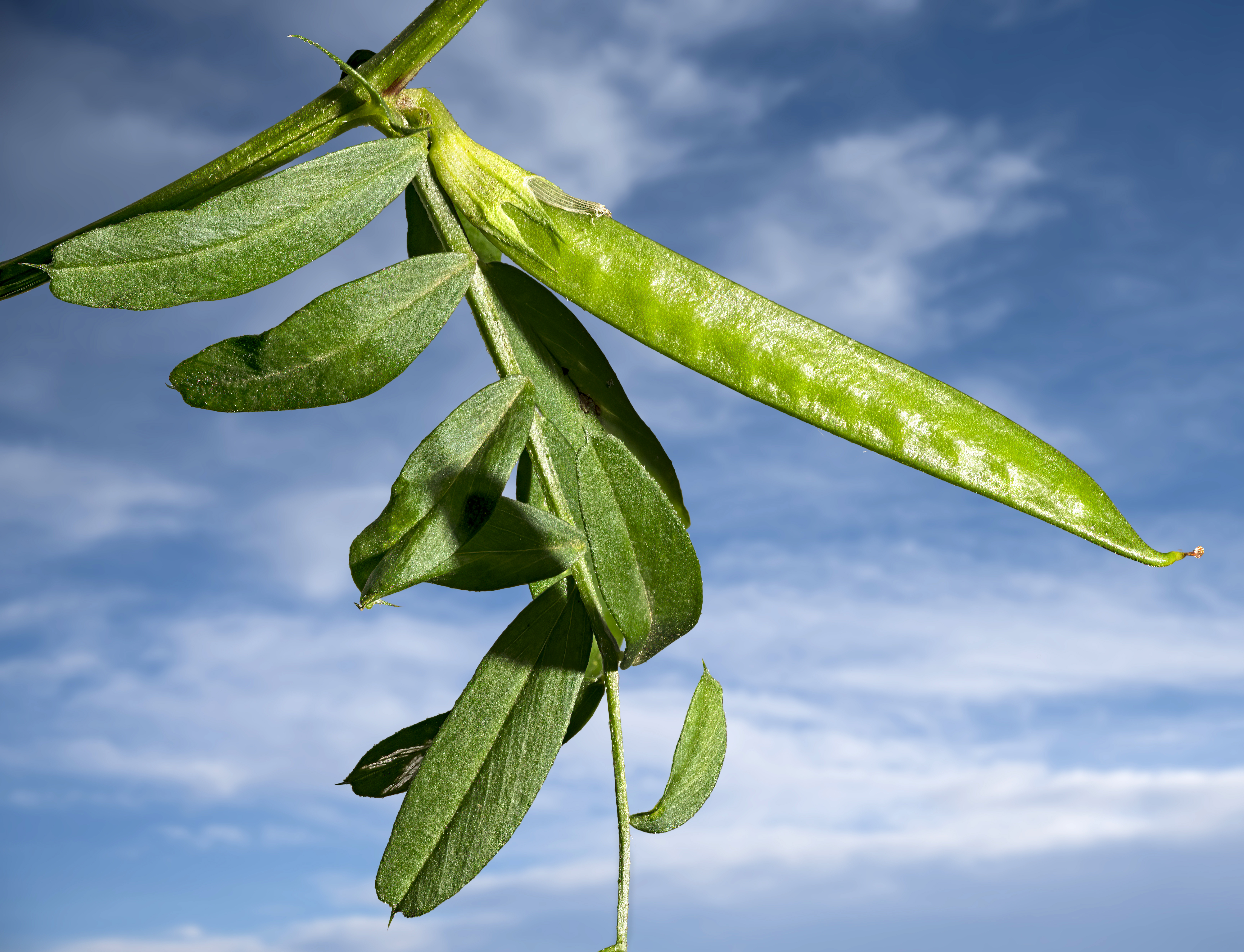
Fruto inmaduro

### Citología
- 2n=12[2]

## Distribución
Es planta nativa de Europa, norte de África y Asia templada, central y tropical hasta  China y  Siberia.
En la península ibérica y sus islas, aparece espontáneamente en casi todo el territorio. Su cultivo se ha extendido a todo el planeta.

## Taxonomía
Vicia sativa fue descrita por Carolus Linnaeus y publicado en Species Plantarum, vol. 2, p. 736 en 1753.
Etimología
- Vicia: nombre genérico que deriva del griego βίχος, -ον, latinizado en vĭcĭa, -ae, la veza o arveja (Vicia sativa L., principalmente).[1]
- sativa: latín sǎtīva, ōrum, epíteto latino que significa ‘cultivada’.[7][8]

Taxones infraespecíficos aceptados
- Vicia sativa var. abyssinica (Alef.) Baker
- Vicia sativa subsp. amphicarpa (Dorthes) Asch.
- Vicia sativa subsp. consobrina (Pomel) Quézel & Santa ex Greuter & Burdet
- Vicia sativa subsp. cordata (Hoppe) Asch. & Graebn.
- Vicia sativa subsp. incisa (M.Bieb.) Arcang.
- Vicia sativa subsp. macrocarpa (Moris) Arcang.
- Vicia sativa subsp. nigra (L.) Ehrh.
- Vicia sativa var. platysperma Barulina
- Vicia sativa subsp. sativa L.[9]

Sinonimia
- Vicia bacla Moench
- Vicia communis Rouy
- Vicia cornigera Chaub.
- Vicia cosentini Guss.
- Vicia cuneata Gren. & Godr.
- Vicia erythosperma Rchb.
- Vicia glabra Schleich.
- Vicia globosa Retz.
- Vicia intermedia Viv.
- Vicia leucosperma Moench
- Vicia macrocarpa (Moris) Bertol.
- Vicia maculata Rouy
- Vicia melanosperma Rchb.
- Vicia morisiana Boreau
- Vicia nemoralis Boreau
- Vicia notota Gilib.
- Vicia pallida Baker
- Vicia pimpinelloides Mauri
- Vicia sativa subsp. terana (Losa) Benedi & Molero
- Vicia terana Losa
- Vicia vulgaris Uspensky[10]

## Historia
Ha sido parte de la dieta humana atestiguada por restos carbonizados encontrados en sitios en el Neolítico Temprano en Siria, Turquía, Bulgaria, Hungría y Eslovaquia. También en sitios predinásticos del Antiguo Egipto y de la Edad del Bronce en Turkmenia y Eslovaquia. La definitiva evidencia de cultivo se encuentra solo en los tiempos de la Antigua Roma.

## Nombres vernáculos
- Castellano: abrejacón, albajaca, albajana, albejana, alberja, alberjana (2), alberjanca, alberjón, albilla (2), algarroba, algarroba común, algarroba de borrico, algarroba-veza, algarrobas, algarrobilla, alveja, alvejas, alvejones, alverja (4), alverja silvestre, alverjacón, alverjana (2), alverjana andaluza, alverjana de Castilla, alverjaque, alverjas, alverjas de burru, alverjilla, alverjones, alverjón (2), arabeja, arbeicha, arbeja, arberjones, arbexaca, arrica, arveaca, arvechaca, arveja (4), arveja colorada, arveja común (2), arveja negra, arvejaca, arvejana (3), arvejas, arvejilla, arvejo, arvejón, arverja, arverjana, arveyo, arvichaca, avejaca, avejacón, avejones (2), avejácara, averjaca, avesa, aveza, bejancones, berzo, berzón, borricón, burricón, caballuna, cagayón de rato, carballón, clarín, corvina (2), franco, garrobilla (2), guija, guijas de burro, guijeta, guixeta (2), madrasta triguera, pesolillo, pesolillo borde, pimpinela, piseo, presule borde, ricas, titarra, titarrina, tito redondo, titón, verza (2), veza (10), veza blanca, veza común, veza forrajera, veza negra, veza silvestre, vezas, vicia, yapina, yeros. Las cifras entre paréntesis indican el número de referencias documentadas en España. Existen, además, múltiples nombres populares en todos los idiomas cooficiales y vernáculos (Altoaragonés, Aragonés, Catalán, Mallorquín, Valenciano, Gallego, Bable, Euskera, Portugués, sin contar innumerables localismos).[4]

## Cultivo
Puede establecerse como cultivo monófito, pero se aconseja sembrar la veza con un cereal (avena, cebada) o una gramínea pratense (raigrás italiano) que ejercen de tutor. Se cultiva preferentemente en secano, en diferentes épocas del año. Las variedades de otoño se siembran en esa estación y se cosechan al final de la primavera (mayo-junio). Las variedades de primavera, adecuadas para áreas de inviernos rigurosos, se siembran a inicios de la primavera y completan su ciclo en verano. Finalmente, en algunos regadíos cálidos (valle del Ebro) se siembra la veza en verano, tras la recogida del cereal, y se siega cuando la masa vegetativa es importante, a inicios del invierno, para dar en verde a los animales.
En su destino para uso forrajero, se siembra densamente, 250 kg/ha (si el cultivo es de secano la dosis de siembra se reduce al menos a la mitad). En cambio, cuando se siembra para semilla, se necesita menor cantidad a usar; si no, el cultivo será demasiado vegetativo, y habrá menos flores y menor producción de semilla.
Después de sembrar se recomienda pasar ligeramente un rulo para suavizar el surcado de siembra, y permitir el correcto pase de la cosechadora. Una vez sembrado, debe vigilarse durante varios días para disuadir a palomas y otras aves que pueden consumir la semilla.
Condiciones climatológicas y edáficas
- Iluminación: penumbra;
- Temperatura: zonas muy cálidas;
- Continentalidad: intermedia;
- Humedad: suelos de moderadamente secos a húmedos;
- Acidez del suelo: pH entre 5,5 y 8;
- Nitrógeno en el suelo: suelos pobres o ligeramente ricos en nitrógeno.